# Малая Бондаревка
Малая Бондаревка (укр. Мала Бондарівка) — посёлок в Сосницком районе Черниговской области Украины. Население 33 человека. Занимает площадь 0,12 км².
Код КОАТУУ: 7424981003. Почтовый индекс: 16153. Телефонный код: +380 4655.

## Власть
Орган местного самоуправления — Бутовский сельский совет. Почтовый адрес: 16152, Черниговская обл., Сосницкий р-н, с. Бутовка, ул. 1-го Мая, 44.